# روسنا-آلیکو
روسنا-آلیکو (به لاتین: Roosna-Alliku) یک منطقهٔ مسکونی در استونی است که در دهستان روسنا-آلیکو واقع شده‌است. 